# Gobierno del Estado Libre Asociado de Puerto Rico
El Gobierno de Puerto Rico o Estado Libre Asociado de Puerto Rico es el gobierno de Puerto Rico, se considera un gobierno estatal democrático con separación de poderes sujeto a la jurisdicción de los Estados Unidos y su soberanía, convirtiendo a Puerto Rico en una dependencia de Estados Unidos. Se define así en la Constitución de Puerto Rico de conformidad con Ley Pública 82-447 de 1952 y en última instancia sus competencias están delegadas por el Congreso de los Estados Unidos y carecen de protección plena bajo la Constitución de los Estados Unidos. 
El Gobierno se compone de tres poderes: el Ejecutivo, Legislativo, y el Judicial. El Poder Ejecutivo está encabezado por el Gobernador o Gobernadora, actualmente Jennifer Gonzalez Colon, quien también funge como el jefe de gobierno. El poder legislativo se compone de una Asamblea Legislativa bicameral compuesta por una Cámara de Alta o Senado y una Cámara de Representantes. El gobernador o gobernadora y los legisladores son elegidos por voto popular cada cuatro años.
El poder judicial está encabezado por el presidente del Tribunal Supremo de Puerto Rico. El sistema legal es una mezcla de la ley civil y de los sistemas del Common Law. Los miembros del Poder Judicial son nombrados por el gobernador con el "consejo y consentimiento" del Senado.

## Historia
Puerto Rico fue cedido a los Estados Unidos por España tras la conclusión de la Guerra Española-Americana con el Tratado de París de 1898. La Ley Foraker de 1900 previó una organización del gobierno civil. La Ley Jones-Shafroth de 1917 reorganizó el gobierno y les confió ciudadanía estadounidense a sus habitantes.
El gobierno de Estados Unidos autorizó a Puerto Rico a redactar su propia constitución en la Ley Pública 81-600, 64 Estatuto 319, promulgada 3 de julio de 1950. El 4 de junio de 1951, los puertorriqueños votaron a favor de celebrar una convención constitucional mediante un referendo, y los delegados fueron elegidos el 27 de agosto de 1951. La convención adoptó una constitución el 6 de febrero de 1952 y fue ratificada por el electorado de Puerto Rico en un referéndum el 3 de marzo de 1952.
El gobierno de Estados Unidos aprobó una versión modificada mediante la Ley Pública 82-447, 66 Estatuto 327, promulgada 3 de julio de 1952, y el 10 de julio de 1952, la Convención Constituyente de Puerto Rico se volvió a reunir y aprobó las condiciones establecidas por la Ley Pública 82-447. El 25 de julio de 1952, el gobernador Luis Muñoz Marín proclamó la efectividad de la Constitución de Puerto Rico.